# Jan de Vos I
Jan de Vos I, ook bekend als Johannes de Vos, (Leiden, circa 1593 - na 1669) was een kladschilder in de Nederlandse stad Leiden. 

## Leven
Jan de Vos werd waarschijnlijk omstreeks 1593 in Leiden geboren als zoon van koopman Johannes de Vos en Jacomyntgen van den Enden. Mogelijk woonden zijn ouders toen al aan de Stevenspoort bij de Haarlemmerstraat, maar dat adres wordt pas veel later genoemd. Toen Jan de Vos in 1613 trouwde met Jannetje den Droghe was zijn beroep nog saaiwerker, dat wil zeggen wever van saai, een lichte, gekeperde wollen stof, zoals kamelot of serge. Jannetje overleed in maart 1631. Uit hun huwelijk bleven twee zoons in leven, Johannes (Jan de Vos II) en Maerten, die in 1636 volgens een weeskamerakte respectievelijk 21 en 11 jaar oud waren. Nog in 1631 hertrouwde De Vos met Marytge Jacquemijns. Met haar krijgt hij  tussen 1632 en 1651 volgens de doopgegevens dertien kinderen, waaronder twee tweelingen.
Bij de dood van zijn eerste vrouw in maart 1631 wordt als adres van De Vos de Achtergracht aangegeven, waar hij in ieder geval tot 1665 gewoond heeft. Met de Achtergracht werd in dit geval de Marendorpse Achtergracht bedoeld (nu de Van der Werfstraat).
Jan de Vos I trad in 1648 toe tot het Sint Lucasgilde, tegelijk met zijn oudste zoon, Jan de Vos II. In 1663 en 1664 en opnieuw in 1668 en 1669 werd hij namens de kladschilders tot hoofdman van het gilde gekozen. 

## Verwarring rond vier Leidse Schilders
In Leiden waren gedurende het tweede en derde kwart van de 17e eeuw ten minste vier schilders actief met de naam Jan of Johannes de Vos. Door Abraham Bredius (1855-1946) werd daarom in zijn werk Künstler-Inventare een onderscheid aangebracht tussen Jan de Vos I, II, III en IV. De eerste drie zijn afkomstig uit dezelfde kinderrijke familie, respectievelijk de vader en twee van zijn zoons, halfbroers, want van verschillende moeders. Kunstschilder Jan de Vos IV is van hen waarschijnlijk geen familie. Bredius zou volgens een latere studie van C. Willemijn Fock en R.E.O. Ekkart Johannes de Vos, Verwarring rond vier Leidse Schilders niet geheel foutloos zijn geweest in zijn onderscheid van en de toerekening van schilderwerken aan de verschillende schilders met de naam Jan de Vos. Belangrijkste verschil is de constatering dat Jan de Vos I nooit een kunstschilder is geweest, in tegenstelling tot zijn zoon Jan de Vos II, die zich juist ontwikkeld zou hebben van kladschilder  tot kunstschilder. Jan de Vos II zou onder meer de schilder van verschillende landschappen zijn geweest, waaronder het dus ten onrechte aan zijn vader toegeschreven Gezicht op Delft vanaf de Vliet vanuit het noorden. Jan de Vos IV zou zich op zijn beurt juist als portretschilder hebben onderscheiden.  

## Werken
Welke werken Jan de Vos I met zekerheid zèlf heeft uitgevoerd valt nauwelijks met zekerheid te zeggen. In ieder geval is wel bekend dat hij verantwoordelijk was voor al het schilderwerk aan en in de nieuwe Bibliotheca Thysiana, waaronder het wapen in de hal.

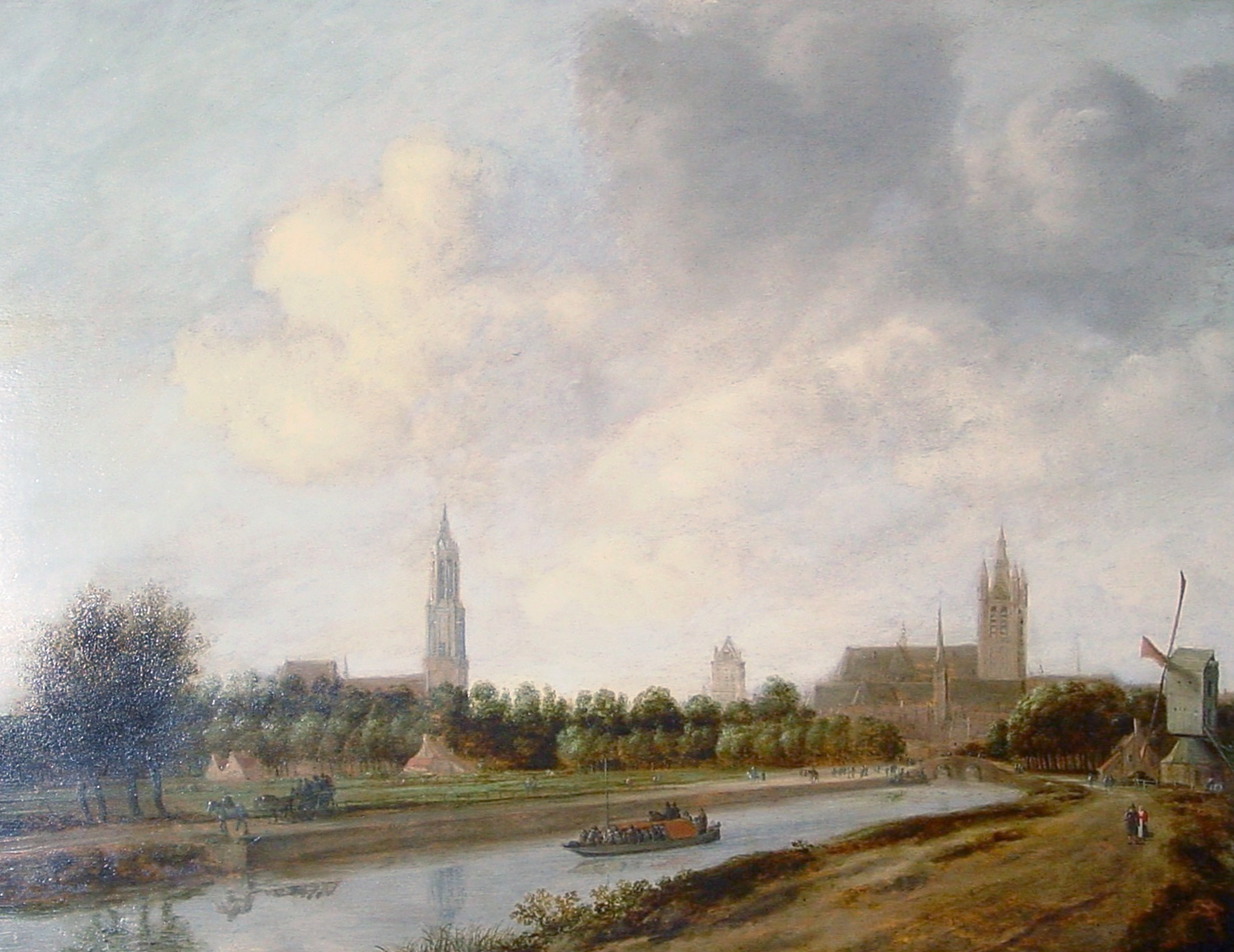
Het oorspronkelijk aan Jan de Vos I toegeschreven Gezicht op Delft vanaf de Vliet vanuit het noorden is waarschijnlijk van de hand van Jan de Vos II